# Cyrkuł wiązowieński
Cyrkuł wiązowieński (niem. Wiazowner Kreis) – jednostka administracyjna Cesarstwa Austrii w latach 1797/1801–1803, należąca do kraju koronego Nowa Galicja. Powstała na części obszaru zagarniętego przez Austrię wskutek III rozbioru Polski. Siedzibą cyrkułu była początkowo Wiązowna, a następnie Stanisławów.

## Historia
Cyrkuł wiązowieński z siedzibą w Wiązownie powstał między 1797 a 1802 z obszaru zniesionego cyrkułu mińskiego. Był jednym z 12 cyrkułów Nowej Galicji, podporządkowanych Gubernium Krajowemu dla Galicji Zachodniej w Krakowie. Była to najdalej na północ wysunięta jednostka adminstracyjna Austrii, sięgająca po Brok, na północ od Sadownego.
Na przełomie 1801 i 1802 likwidacji uległ cyrkuł radzyński, a jego zachodnią część z częścią ziemi stężyckiej włączono do cyrkułu wiązowieńskiego. Także siedzibę cyrkułu przeniesiono z Wiązowny do Stanisławowa.
- Miasta (1803): Cegłów, Garwolin, Latowicz, Mińsk, Okuniew, Osieck, Seroczyn, Siennica, Stanisławów, Stężyca;
- Miasteczka (1803): Adamów, Bobrowniki, Cegłów, Kałuszyn, Kamieńczyk, Karczew, Jeruzalem, Karczew, Kołbiel, Kuflew, Łaskarzew, Maciejowice, Parysów, Radzymin, Siennica, Stoczek, Żelechów[2][3].

Na podstawie dekretu cesarza Franciszka II z 13 maja 1803, z dniem 1 listopada 1803 Nowa Galicja została podporządkowana  Gubernium Galicji we Lwowie. Wtedy też dokonano zmniejszenia liczby cyrkułów o połowę łącząc ze sobą sąsiednie cyrkuły. Każdy cyrkuł był podzielony na trzy okręgi. Zniesiony cyrkuł wiązowieński wszedł wtedy (wraz ze zniesionym dotychczasowym cyrkułem siedleckim) w skład nowego cyrkułu siedleckiego z siedzibą w Siedlcach. Został podzielony na okręgi Garwolin, Siedlce i Stanisławów.